# 구라마 (순양전함)
구라마(鞍馬)는 일본 제국 해군의 순양전함이다. 건조될 당시에는 장갑순양함으로 분류되었고, 구라마급 순양전함 1번함이다. 이부키급 장갑순양함 2번함으로 취급되기도 한다. 함명은 교토에 있는 구라마 산에서 따왔다.

## 이력
1905년 6월 11일, 일본 해군은 인호 장갑순양함의 이름을 ‘구라마’라고 정하고, 첫번째 장갑순양함은 이부키라고 예정했다. 8월 23일, 인호 장갑순양함은 요코스카 해군 공창에서 기공되었고, 1907년 10월 21일에 진수되었다. 진수식에는 메이지 천황의 황후(이후 쇼켄 황태후)가 참석했다. 이날부터 인호 장갑순양함은 제식 명칙을 ‘구라마’라고 부르고, 일등 순양함으로 분류했다. 준공은 1911년 2월 28일에 되었다. 계획 시점에서는 가토리급 전함에 준하는 포의 위력을 가진 고속함이었지만, 진수를 할 때쯤에는 드레드노트가 출시되면서 이미 구식함이 되어버렸다.
취역 직후 조지 5세의 즉위 기념 관함식에 참석하기 위해 구라마는 함은 ‘도네’와 함께 파영 함대(사령관장 : 시마무라 하야오 중장)로 편성되었다. 1911년 3월 하순 시마무라 중장과 구라마, 도네의 승무원은 메이지 천황을 만났다. 4월 1일, 두 척의 순양함(구라마, 도네)은 요코스카 항을 출항하여, 6월 24일 스핏헤드에서의 관함식에 참가했다. 11월 22일 요코스카로 귀환했다.